# Aleksandr Prokofjew
Aleksandr Andriejewicz Prokofjew (ros. Алекса́ндр Андре́евич Проко́фьев, ur. 19 września?/2 października 1900 we wsi Kobona w guberni sankt-petersburskiej, zm. 18 września 1971 w Leningradzie) – radziecki poeta, Bohater Pracy Socjalistycznej (1 grudnia 1970).

## Życiorys
Po ukończeniu szkoły wiejskiej w latach 1913−1917 uczył się w seminarium nauczycielskim, w 1919 został członkiem RKP(b) i wstąpił do Armii Czerwonej. Brał udział w wojnie domowej, w walkach z białą armią Judenicza dostał się do niewoli, skąd zbiegł, w latach 1922−1930 był funkcjonariuszem Czeki/OGPU. Podczas wojny ZSRR z Finlandią 1939−1940 i wojny ZSRR z Niemcami 1941−1945 był dziennikarzem wojennym i członkiem grupy pisarskiej przy Zarządzie Politycznym Frontu Leningradzkiego. W czasie wojny z Niemcami aktywnie pracował w prasie armijnej. W latach 1945−1948 i 1955−1965 był sekretarzem odpowiedzialnym Leningradzkiego Oddziału Związku Pisarzy RFSRR.
Działalność pisarską rozpoczął w 1919. Był autorem wierszy lirycznych i epickich, nawiązujących do klasycznej rosyjskiej liryki, często opartych na motywach poezji ludowej, a także liryki patriotycznej. Polskie przekłady jego utworów zostały wydane w antologiach: Dwa wieki poezji rosyjskiej (1954) i Stu trzydziestu poetów (1957). Od 25 lutego 1956 do 29 marca 1966 był członkiem Centralnej Komisji Rewizyjnej KPZR. W 1959 został sekretarzem Zarządu Związku Pisarzy RFSRR. Mieszkał w Leningradzie, gdzie zmarł i został pochowany na Cmentarzu Bogosłowskim. Jego imieniem nazwano ulicę w północno-zachodniej części Petersburga.

## Odznaczenia i nagrody
- Medal Sierp i Młot Bohatera Pracy Socjalistycznej (1 grudnia 1970)
- Order Lenina (czterokrotnie)
- Order Czerwonej Gwiazdy
- Order „Znak Honoru”
- Nagroda Leninowska (1961)
- Nagroda Stalinowska (1946)
- Odznaka "Honorowy Funkcjonariusz Czeki/GPU (V)"

Oraz dwa inne ordery, a także medale.